# 善兵衛 (小惑星)
善兵衛（ぜんべえ、7538 Zenbei）は小惑星帯に位置する小惑星。
1996年11月、群馬県大泉町のアマチュア天文家、小林隆男が発見した。

## 名称
江戸時代の望遠鏡製作者である岩橋善兵衛（1756年 - 1811年）に因み、2003年5月の小惑星回報で命名が公表された。
命名文において「江戸時代で最も優れた望遠鏡を製作した」と紹介される善兵衛の望遠鏡は、江戸幕府の天文台や伊能忠敬らの許に納入され、天体観測や測量の発展に寄与した。また、善兵衛自らも太陽・月・星の運行を観測し、平天儀（星座早見盤）などの器具を製作、天文学の書籍を著した。
善兵衛と同時代の日本の天文学者・技術者に因む小惑星には、(9255) Inoutadataka（伊能忠敬） や (10832) 間重富、(12364) Asadagouryu（麻田剛立）、(12365) 至時 などがある。

## 註
1. 1 2  MPC 48388（2003年5月1日）
2. ↑  岩橋善兵衛と望遠鏡 - 貝塚市立善兵衛ランド